# Eosentomon imbutum
Eosentomon imbutum är en urinsektsart som beskrevs av Imadaté 1965. Eosentomon imbutum ingår i släktet Eosentomon och familjen trakétrevfotingar. Inga underarter finns listade i Catalogue of Life.